# Jelcz M083C Libero
Jelcz M083C Libero – niskowejściowy autobus miejski klasy midi o dwóch drzwiach otwieranych do środka w układzie 1-2-0, który po raz pierwszy został zaprezentowany w 2006 roku. Produkowany w latach 2007-2008 przez firmę Jelcz w Jelczu-Laskowicach. Przeznaczony jest do przewozów na liniach miejskich i trasach podmiejskich o niewielkim obciążeniu.

## Historia autobusu
"Jelcz M083C Libero" nie jest całkowicie nowym autobusem miejskim jaki powstał w JZS. Jego korzenie sięgają 2000 r., kiedy podczas Międzynarodowych Targów Poznańskich Autosan zaprezentował prototyp autobusu miejskiego "A613MN", zbudowanego na podwoziu Csepel 613 (stąd jego nazwa). Kolejny zmodernizowany, m.in. wydłużony, prototyp oparty na własnym podwoziu firmy Autosan pokazano podczas Wystawy Komunikacji Miejskiej w Łodzi w 2002 r., jako "Autosan A0808MN Koliber". W 2002 roku podjęto w ramach spółki Polskie Autobusy decyzję o specjalizacji, w ramach której autobusy miejskie przypadły firmie Jelcz. 
W tym czasie zmalała sprzedaż autobusów Jelcz i firma znalazła się w trudnej sytuacji. Termin rozpoczęcia produkcji modelu wciąż przenoszono. Dopiero poprawa sytuacji w segmencie autobusów miejskich w latach 2004-2006 umożliwiła dalsze prace w Jelczu. W dalszych pracach wykorzystano uniwersalne podwozie modelu Autosan A0808T Gemini. Nadwozie było stylizowane przez pracowników Wydziału Architektury Wnętrz i Wzornictwa Przemysłowego wrocławskiej Akademii Sztuk Pięknych.
Przednia oś portalowa firmy LAF została zawieszona na dwóch miechach pneumatycznych, dwóch amortyzatorach uzupełnionych stabilizatorem przechyłu. Tylny most napędowy firmy Meritor został zawieszony na czterech miechach pneumatycznych, czterech amortyzatorach wraz ze stabilizatorem przechyłu.
Konstrukcję podwozia modelu „Libero” stanowi rama podłużnicowo - kratownicowa, połączona integralnie z nadwoziem. Konstrukcja nadwozia powstaje z nierdzewnych rur stalowych, łączonych ze sobą poprzez spawanie. Poszycie zewnętrzne stanowią blachy nierdzewne oraz tworzywa sztuczne w ścianie przedniej i tylnej, klejone do szkieletu. Klapy boczne oraz tylną wykonano z aluminium. W „Libero” istnieje możliwość zastosowania m.in. klimatyzacji i monitoringu przedziału pasażerskiego.

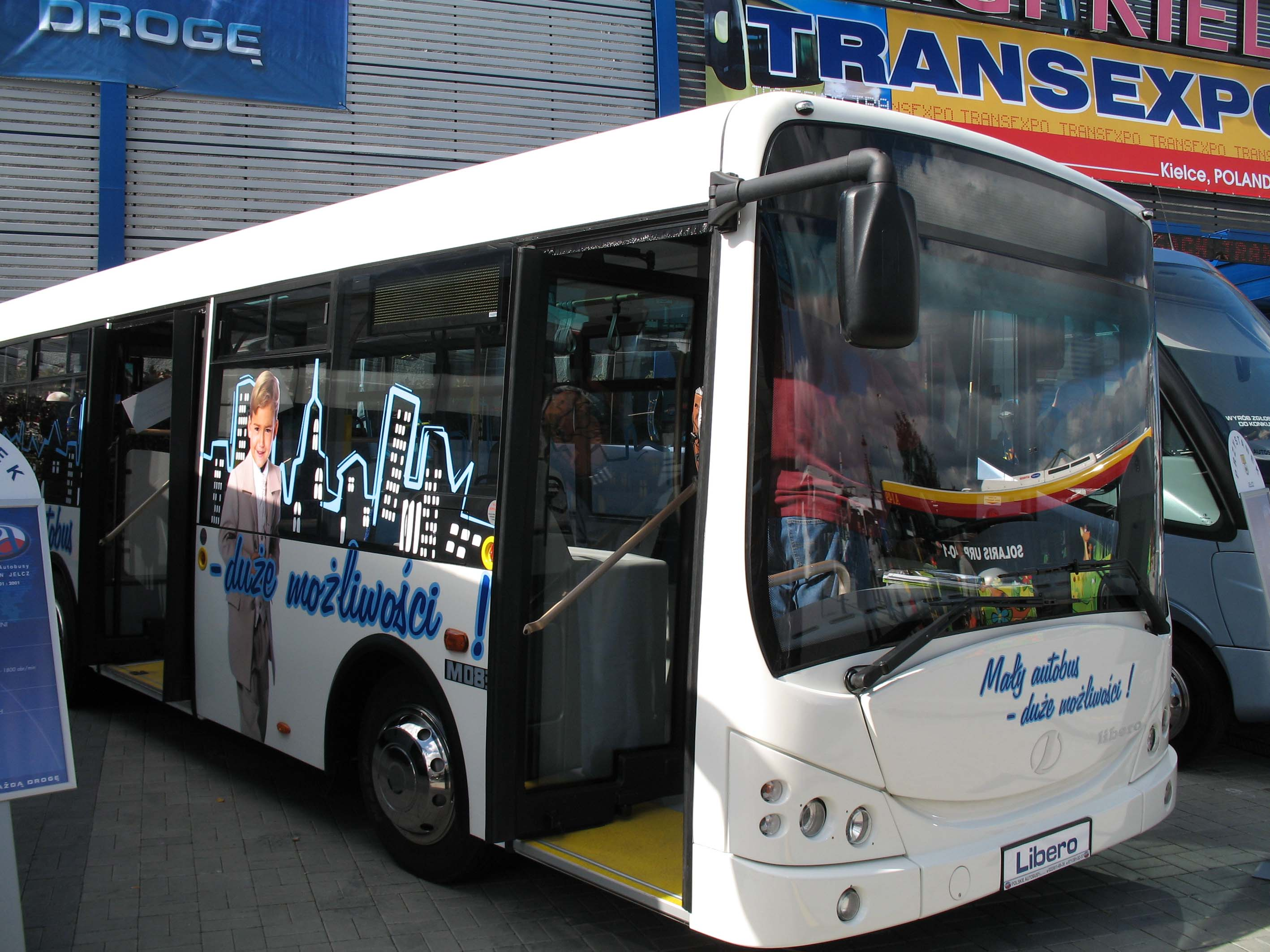
Jelcz M083C Libero w trakcie Transexpo 2007

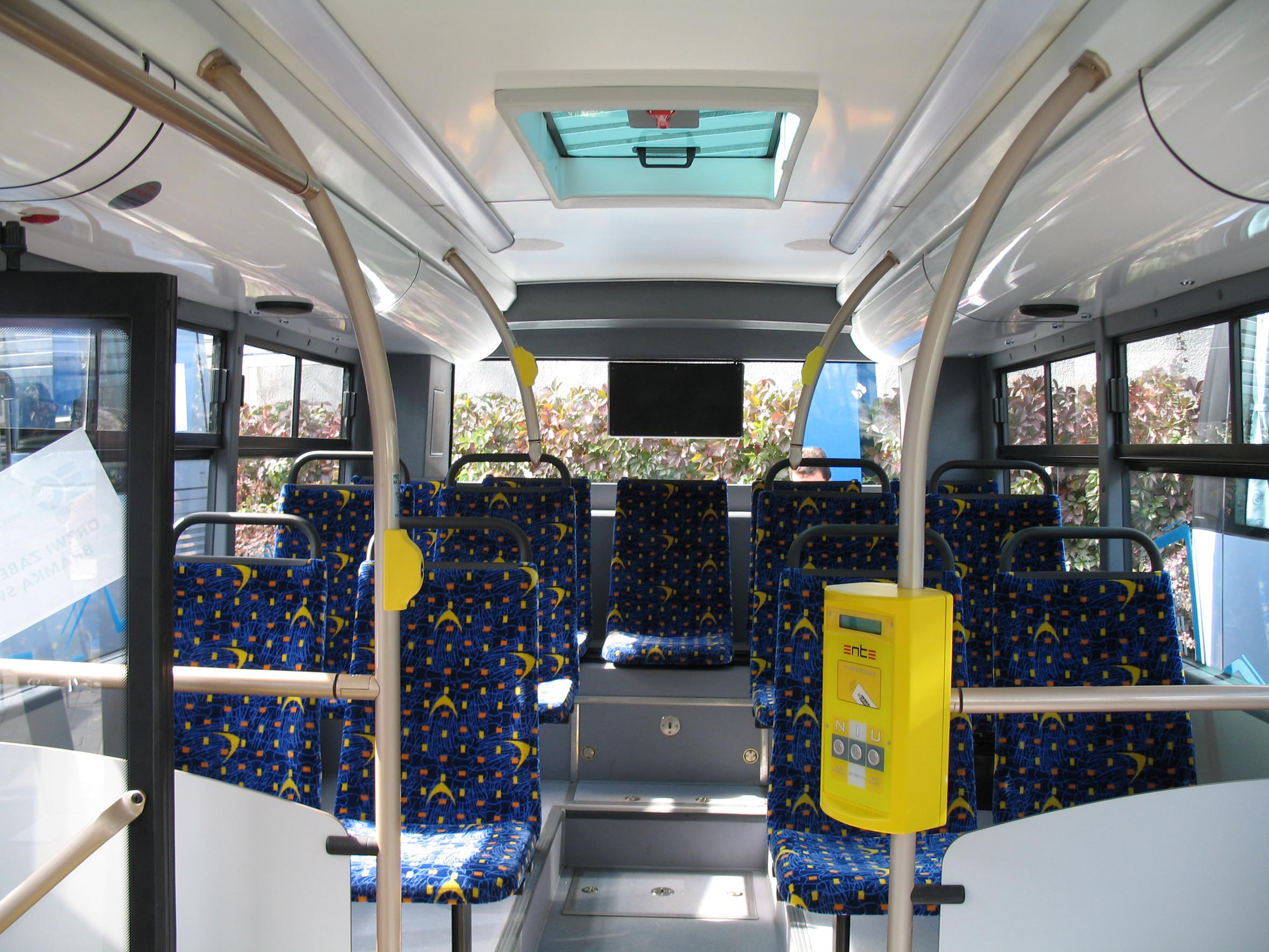
Wnętrze Jelcza M083C Libero

Oficjalna premiera gotowego autobusu Jelcz M083 Libero nastąpiła 4 października podczas wystawy Transexpo 2006 w Kielcach. Jesienią 2007 roku „Libero” był wystawiany na targach motoryzacyjnych w Wielkiej Brytanii. 
Na początku 2008 roku do firmy Mobilis dostarczono 33 sztuki tego modelu z przeznaczeniem dla linii na peryferiach Warszawy. Na przełomie września i października zostały dostarczone 3 Jelcze Libero zakupione przez MKS Skarżysko-Kamienna. Szacowany przez producenta popyt na „Libero” to około 50 sztuk rocznie. Uruchomienie produkcji tego modelu nie oznaczało zakończenia produkcji Jelcza M081MB „Vero”, który miał pozostać tańszą alternatywą.
W październiku 2008 roku wraz z bankructwem zakładów Jelcz produkcję tego modelu przejął Autosan, gdyż właścicielem praw do tej konstrukcji jest spółka Polskie Autobusy. Pod nazwą Autosan A0808MN Sancity (oznaczenie fabryczne A0808MN.04.01) został przedstawiony na kieleckich targach Transexpo 2008. Pierwszy egzemplarz tego modelu pod marką "Autosan" trafił do szwedzkiego odbiorcy. Produkcja seryjna modelu Autosan A0808MN Sancity rozpoczęta została pod koniec 2008 roku. W 2009 roku zmieniono oznaczenie na Autosan M09LE Sancity. W 2010 roku przeprowadzono lifting nadwozia, polegający na zmianie wyglądu ścian przedniej i tylnej. Pojazd ten obecnie nosi nazwę Autosan Sancity 9LE.

## Użytkownicy modelu
| Państwo | Miasto             | Przewoźnik | Rok dostawy | Liczba |
| ------- | ------------------ | ---------- | ----------- | ------ |
| Polska  | Ciechanów          | ZKM        | 2008        | 2      |
| Polska  | Jelcz-Laskowice    | ZS Jelcz   | 2008        | 1      |
| Polska  | Kraków             | MPK        | 2008        | 5      |
| Polska  | Leszno             | MZK        | 2008        | 1      |
| Polska  | Skarżysko-Kamienna | MKS        | 2008        | 3      |
| Polska  | Warszawa           | Mobilis    | 2008        | 34     |
| Polska  | Suma               | Suma       | Suma        | 46     |